# Rojales
Rojales – gmina w Hiszpanii, w prowincji Alicante, we wspólnocie autonomicznej Walencja, o powierzchni 27,56 km². W 2011 roku liczyła 22 006 mieszkańców.